# 191-й мотострілецький полк (РФ)
191-й механізований Нарвський Червонопрапорний, ордена Олександра Невського полк (191-й омсп) — військова частина мотострілецьких військ у складі Збройних Сил СРСР і Збройних Сил Росії.

## Історія полку
12 вересня1941 року сформовано 191-й стрілецький полк (191-й сп) у складі 201-ї стрілецької дивізії (201-й сд).
90 % бійців і командирів сформованої дивізії були мешканцями Латвії. У 191-му стрілецькому полку з 20 грудня 1941 року по 14 січня 1942 під час Битви за Москву втрати склали 70 % особового складу.
Полк обороняв Ленінград до 15 вересня 1942 року, коли 201-ша сд була виведена з фронту в тил й була розформована. Проте 191-й стрілецький полк розформуваний не був через збереження бойового Прапора особовим складом полку.
25 травня 1943 року відтворена 201-ша дивізія на базі розформованих стрілецьких бригад, що обороняли Ленінград з 1941 року, до якої знову увійшов 191-й стрілецький полк, створений з окремих підрозділів бригад морської піхоти Балтійського флоту.
Полк відзначився в Ленінградської-Новгородської операції у форсуванні річки Нарва й звільнення міста Нарва, після чого полку було присвоєно почесне найменування «Нарвський», а 201-й дивізії — почесне найменування «Гатчинська». За 8 днів боїв у Естонії 201-ша дивізія пройшла до 25-30 кілометрів, звільнила 35 хуторів і невеликих сіл, розгромила 23-й піхотний полк 12-ї піхотної дивізії Вермахта й 2 латиські батальйону СС. За ці бої 13 жовтня 1944 року 191-й стрілецький Нарвський полк був нагороджений орденом Олександра Невського. Надалі полк у складі 201-ї стрілецької Гатчинської дивізії брав участь в наступальних боях на Марнієке, Лібаву і Віндава, де і застав закінчення німецько-радянської війни.
У серпні 1945 року 201-шу дивізію передислокували до Душанбе у Таджикії. Полк став частиною гірськострілецьких військ. 1947 року 201-та стрілецька дивізія була переформована на 325-ту окрему стрілецьку бригаду (325-та осбр). У 1948 році 325-та сбр була розгорнута у 201-шу гірськострілецьку дивізію (201-а ГСД). Частини та підрозділи отримали озброєння за штатом гірсько-стрілецьких частин. Артилерія була переведена на кінну тягу й отримала на озброєння 76-мм гірські гармати. Кожен навчальний рік закінчувався здачею заліків на значок «Альпініст СРСР». Для цього весь особовий склад мав зійти на висоту не менше 4 тисяч метрів. У 1949 році дивізія брала участь в окружних навчаннях в районі станції Гузар Кашкадар'їнської області Узбецької РСР.
4 березня 1955 року 201-ша гірськопіхотна дивізія була перейменована на 27-му гірськострілецьку дивізію.
У березні 1957 року 27-ма гірськострілецька дивізія була перейменована на 124-ту гірськострілецьку дивізію.
У 1958 році 124-та гірськострілецька дивізія була згорнута у 451-й гірськострілецький полк (451-й гсп). У 1960 році 451-й гірськострілецький полк був розгорнутий у 124-ту мотострілецьку дивізію.
З 1963 року полки поповнилися штатними танковими ротами, потім — батальйонами, й стали іменуватися мотострілецькими. 191-й сп отримав найменування 191-й мотострілецький Нарвський ордена Олександра Невського полк. У 1964 році 124-та мотострілецька дивізія була перейменована на 201-шу мотострілецьку дивізіїю. Для 191-го мотострілецького полку (військова частина 63144) була обрана організаційна форма кадрованного (неповного) складу. У Душанбе у розпорядженні полку був навчальний гірський полігон і штатна техніка законсервована на тривалому зберіганні, і невелика частина особового складу (14 осіб). У 1979 році полком командував підполковник Редька Володимир Зіновійович.
12-13 січні 1980 року для розгортання штатів в Південній групі військ в Угорщині, на базі 93-ї гвардійської мотострілецької Харківської двічі Червонопрапорної, орденів Суворова і Кутузова дивізії, дислокованої у містах Кечкемет, Дебрецен й Сегед сформовано особовий склад 191-го мсп числом 2200 осіб. Протягом 3 діб особовий склад полку був перекинутий військово-транспортною авіацією до Душанбе й далі військовими ешелонами під Термез.
7 квітня полк маршем пройшов через перевал Саланг, Чарикар, Кабул і розташувався в 25 км на південний схід від м Газні (143 кілометри на південний захід від Кабула) провінції Газні, на місці своєї майбутньої постійної дислокації в Афганістані. З цього моменту 191-й мсп вийшов зі складу 201-ї мсд і отримав статус «окремий» (191-й омсп або військова частина 39676).

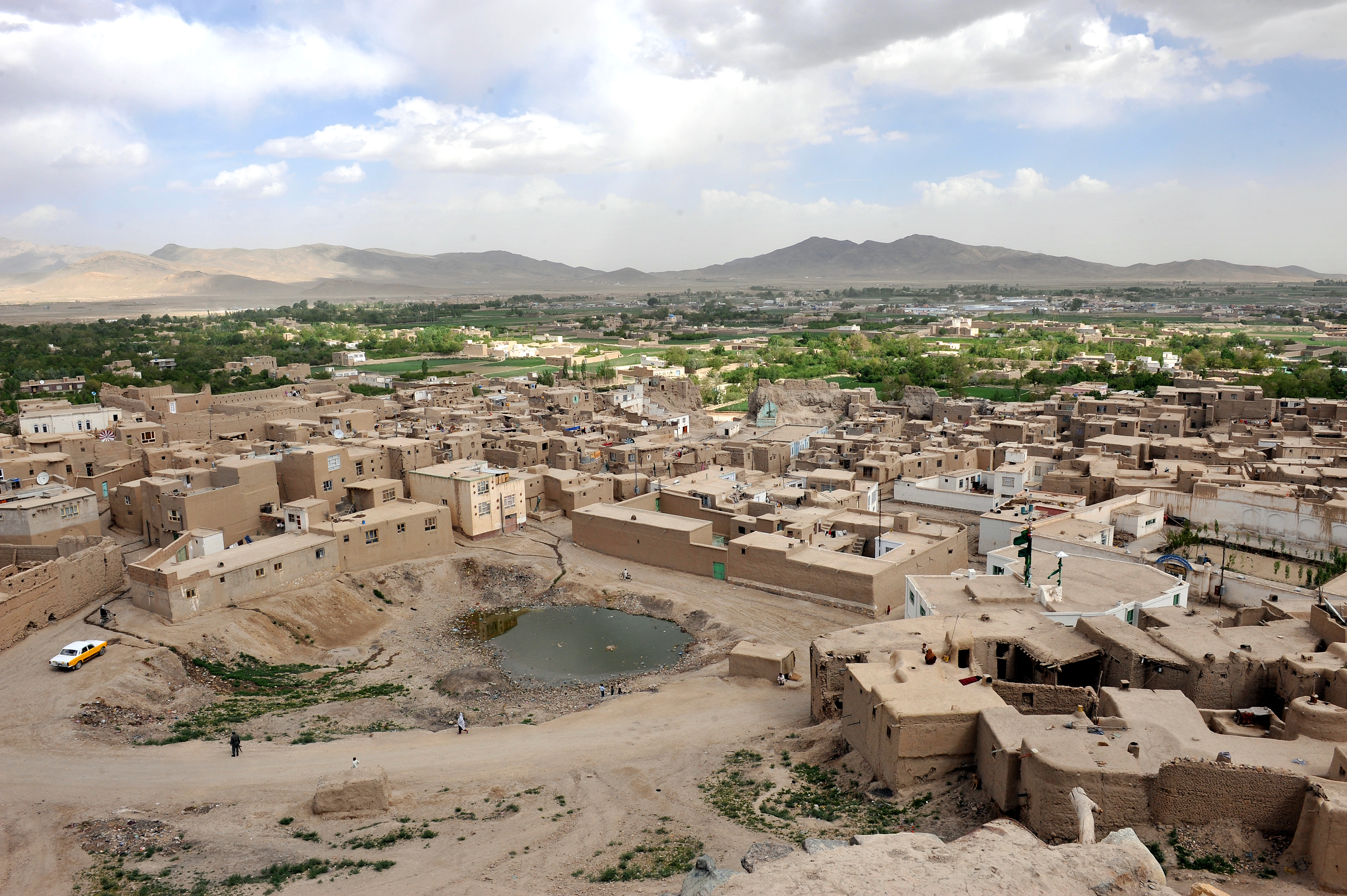
Місто Газні, на південно-східній околиці якого дислокувався 860-й механізований полк

191-й омсп перебував в прямому підпорядкуванні штабу 40-ї армії й разом з 56-ю окремою десантно-штурмовою бригадою, що була дислокована у 60 кілометрах у місті Гардез провінції Пактія, виконували бойові дії на широкому ділянці на південь від Кабула, та частково контролювала важливу дорогу з Кабула у Кандагар.
В результаті невдалої операції 24 лютого — 5 березня 1984 року біля Сурубі провінції Кабул й втрати 13 осіб через помилки у евакуації вертольотами командир полку підполковник Володимир Голунов знятий з посади й замість нього призначено Лева Рохліна.
9 травня 1985 року 191-й омсп нагородили орденом Червоного Прапора.
Для артилерійської підтримки підрозділів 191-го омсп в 1985 році до полку була прикомандирований 6-я реактивна артилерійська батарея (6-я реабатр) на БМ-21 від 28-го армійського артилерійського полку (28-й ААП). Влітку 1986 року, з переозброєнням 28-го ААП, 6-я реабатр введена в штат 191-го омсп як окрема реактивна артилерійська батарея.
1 грудня 1986 року в штаті полку був сформований полковий загін пропаганди і агітації (АПО) по роботі з місцевим населенням.
За час перебування в Газні в період з 7 квітня 1980 року по 31 травня 1988 року полк брав участь у всіх військових операціях зі знищенню афганських моджахедів у своїй зоні відповідальності (провінції Газні, Логар, Пактика, Забуль, Вардак).
191-й омсп притягувався для Панджшерських операцій і операції Магістраль. До осені 1987 року в полку проведена заміна БТР-70 на БТР-80.
29 травня 1988 року полкова колона 191-го омсп почала марш-кидок з міста Газні до Кабулу довгим шляхом через Гардез, попередньо дезінформувавши місцеве населення про вихід прямою дорогою, для убезпечення себе від атаки моджахедів.
3 червня 1988 року перша колона 191-й омсп увійшла на територію Узбецької РСР в районі Термезу.
Після виведення з Афганістану до 15 лютого 1989 року, протягом місяця полк було переведено на кадрований (неповний) штат й передано до складу 201-ї мсд, що повернулася на місце довоєнної дислокації у Таджицькій РСР. 191-й омсп втратив статус окремого й став 191-м мсп.
Втрати полку за радянсько-афганської війни склали 509 вбитими.
З початком громадянської війни у Таджикистані влітку 1992 року, 9 вересня Росія підпорядкувала радянські військові формування. 201-ша мотострілецька дивізія та інші російські війська взяли під свою охорону особливо важливі народногосподарські й військові об'єкти.
Після нападу на 12-ту прикордонну заставу Московського прикордонного загону загону афганських моджахедів 13 липня 1993 року Урядом РФ були розроблені і протягом серпня-жовтня 1993 року здійснені заходи щодо посилення угруповання російських військ у Таджикистані: 201-ша дивізія доукомплектована, додана 41-ша окрема вертолітна ескадрилья, 2 окремих артилерійських дивізіони, з'явилася авіаційне угрупування ВПС Росії.
2004 року 201-ша мсд була переформована на 201-шу військову базу.
1 грудня 2009 року 191-й мотострілецький Нарвський Червонопрапорний, ордена Олександра Невського полк було розформовано, а на його базі було створено дислоковані у м. Курган-Тюбе:
- 969-й окремий мотострілецький Нарвський Червонопрапорний ордена Олександра Невського батальйон,
- 730-й окремий гаубично-самохідний артилерійський дивізіон,
- 56-та окрема вогнеметна рота,
- 31-ша окрема медична рота,
- зенітно-ракетний дивізіон[1][6][7].

## Склад
- управління,
- 3 мотострілецьких батальйону,
- стрілецька рота снайперів,
- танкова рота,
- гаубичний самохідно-артилерійський дивізіон,
- зенітний ракетно-артилерійський дивізіон,
- розвідувальна рота,
- інженерно-саперна рота,
- рота управління (зв'язку),
- рота РХБЗ,
- рота матеріального забезпечення,
- медична рота,
- комендантський взвод[8].

## Озброєння
На озброєнні:
- 9 од. Т-72Б1,
- 120 од. БМП-2,
- 18 од. 120-мм мінометів 2С12 "Сані",
- 18 од. 152мм сг 2С3М "Акація",
- 4 од. БМ 9А34 (35) "Стріла-10",
- 4 од. ЗУ-23-2[8].

## Командири
Неповний список командирів 191-го мотострілецького полку:
- Редька, Володимир Зіновійович — 1979—1980
- Кравченко, Михайло Олексійович — 1980—1982
- Борзих, Володимир Петрович — 1982—1983
- Голунов, Володимир Євгенович — 1983—1984
- Рохлін, Лев Якович — січень 1984 листопад 1984
- Суринов, Валерій Петрович — 1984—1986
- Щербаков, Валерій Макарович — 1986—1988
- Оленич Микола Миколайович — 1988—1990
- Мєркулов Євген Олексійович — 1990—1997
- Касперовіч, Дмитро Валерійович — 2007—2009[10]